# Oscar Bobb
Oscar Bobb, född 12 juli 2003 i Oslo, är en norsk fotbollsspelare som spelar för Manchester City och Norges landslag.

## Klubbkarriär
Bobb debuterade i Premier League den 2 september 2023 i en 5–1-vinst över Fulham, där han blev inbytt på stopptid mot Phil Foden.

## Landslagskarriär
Bobb hade möjlighet att representera Gambias landslag.
Bobb debuterade för Norges landslag den 12 oktober 2023 i en 4–0-vinst över Cypern, då han byttes in för Ola Solbakken i den 63:e minuten.